# Call of the Mastodon
Call of the Mastodon – kompilacja wczesnych utworów amerykańskiej grupy muzycznej Mastodon. Zawiera nagrane ponownie utwory z pierwszej EP Lifesblood, trzy utwory z winyla nagranego w 2000 roku
i bonusowy utwór „Call of the Mastodon”, który tylko pojawił się w „9 Song Demo”.

## Lista utworów
Wydanie CD – Relapse Records #RR 65152:
1. „Shadows That Move” – 3:36
2. „Welcoming War” – 2:47
3. „Thank You for This” – 1:39
4. „We Built This Come Death” – 2:06
5. „Hail to Fire” – 2:00
6. „Battle at Sea” – 4:14
7. „Deep Sea Creature” – 4:40
8. „Slickleg” – 3:31
9. „Call of the Mastodon” – 3:39

## Twórcy
- Troy Sanders – wokal, gitara basowa
- Brann Dailor – perkusja
- Brent Hinds – wokal, gitara elektryczna
- Bill Kelliher – gitara elektryczna